# Abies Sect. Pseudopicea
Секција Pseudopicea је део рода јела који обухвата хималајске и источноазијске високопланинске врсте.
Ова секција дели се на две подсекције са следећим врстама:
Subsect. Delavayianae Faijon et Rushforth

 — бутанска јела

 — источнохималајска јела

Subsect. Squamatae E. Murray